# 古华民
古华民（1940年—），广东梅县人，中华人民共和国政治人物，中国致公党党员、中央常委，曾任中国侨联副主席，广东省侨联主席。